# Bolivias fodboldlandshold
Bolivias fodboldlandshold er det nationale fodboldhold for herrer i Bolivia, og repræsenterer landet ved internationale turneringer. Holdet har tre gange, i 1930, 1950 og 1994, deltaget ved VM i fodbold, uden at det er lykkedes holdet at komme videre fra den indledende runde. I Copa América har holdet deltaget 23 gange, og én gang er det blevet til sejr, i 1963.